# Scream Bloody Gore
Scream Bloody Gore är death metal-bandet Deaths debutalbum, släppt i mars 1987 i USA och i juni samma år i Europa. Bandet bestående av Chuck Schuldiner på basgitarr, gitarr och sång samt Chris Reifert på trummor, spelade in albumet i Hollywood Music Grinder studio med producenten Randy Burns. Schuldiner har också skrivit all text och musik till låtarna. På albumet anges även John Hand som medverkande rytmgitarrist, men han deltog endast en kort tid i bandet och då hade redan inspelningen till albumet gjorts.
Låtarna spelades in två gånger, först i Florida och senare i Los Angeles, eftersom skivbolaget inte var nöjda med den första inspelningen. Låtmaterialet var delvis olika och den första, ratade inspelningen användes på en demo kallad Scream Bloody Gore Aborted Sessions.
Scream Bloody Gore anses vara ett av de allra första albumen i death metal-genren.

## Låtförteckning
1. "Infernal Death" (2:54)
2. "Zombie Ritual" (4:35)
3. "Denial of Life" (3:37)
4. "Sacrificial" (3:43)
5. "Mutilation" (3:30)
6. "Regurgitated Guts" (3:47)
7. "Baptized in Blood" (4:31)
8. "Torn to Pieces" (3:38)
9. "Evil Dead" (3:01)
10. "Scream Bloody Gore" (4:35)

Bonusspår på CD-utgåvan
1. "Beyond the Unholy Grave" (3:08)
2. "Land of No Return" (3:00)

Bonusspår på remastrad 1999-version
1. "Open Casket" (live) (4:49)
2. "Choke on It" (live) (5:58)

## Medverkande
Musiker (Death-medlemmar)
- Chuck Schuldiner – basgitarr, gitarr, sång
- Chris Reifert – trummor (senare i Autopsy)

Bidragande musiker
- Randy Burns – percussion

Övriga medverkande
- Edward Repka – design, illustrationer
- Steve Sinclair – producent
- Randy Burns – producent